# Serveuses demandées
 (avril 2023).
Serveuses demandées est un film québécois réalisé par Guylaine Dionne qui est sorti le 5 décembre 2008.

## Synopsis
À l'expiration de son visa d'étudiante, la Brésilienne Priscilla Paredes se fait offrir par un compatriote louche un job dans un bar de danse érotique. Réticente mais fauchée, la jeune femme se laisse convaincre après avoir fait la connaissance de Milagro, une Québécoise qui fut autrefois recrutée par le même souteneur. Une relation amoureuse se dessine entre les deux femmes, qui s'avère cependant tumultueuse. Un jour, Milagro emmène Priscilla chez sa mère dans le bas du fleuve et, après un bref séjour, repart avec sa fillette, qui vivait là-bas depuis sa naissance. De retour à Montréal, la danseuse, menacée par son proxénète qui lui reproche ses absences répétées, prend la fuite. Priscilla, qui refuse de la suivre, soupçonne qu'elle lui cache quelque chose.

## Distribution
- Janaina Suaudeau : Priscilla
- Clara Furey : Milagro
- Anne Dorval : la mère de Milagro
- Colm Feore : le caporal du RCMP Paradis
- Marie-Ève Beauregard
- Marina Eva : Cristal
- Donny Falsetti : Kevin, le policier de Toronto